# Poslanska skupina Združene levice
Poslanska skupina Združene levice (kratica ZL) je ime poslanske skupine Združene Levice, nastale julija 2017 z združitvijo strank Iniciativa za demokratični socializem in Stranka za ekosocializem in trajnostni razvoj Slovenije TRS.
Njena naslednica je Poslanska skupina Levice.

## Poslanska skupina

### Mandat 2014-18 (do julija 2017)
- Miha Kordiš - Iniciativa za demokratični socializem IDS
- Matej Tašner Vatovec - Iniciativa za demokratični socializem IDS
- Violeta Tomić - Stranka za trajnostni razvoj Slovenije TRS
- Matjaž Hanžek - Stranka za trajnostni razvoj Slovenije TRS
- Luka Mesec - Iniciativa za demokratični socializem IDS
- Franc Trček - Iniciativa za demokratični socializem IDS

### Mandat 2014-18 (od julija 2017)
- Miha Kordiš - Levica
- Matej Tašner Vatovec - Levica
- Violeta Tomić - Levica
- Luka Mesec - Levica
- Franc Trček - Levica